# Desolation Row
Desolation Row är en sång av Bob Dylan, inspelad 4 augusti 1965 och släppt samma år på albumet Highway 61 Revisited. Den har främst blivit uppmärksammad för längden (11 min och 22 sek) och den surrealistiska texten. Desolation Row blev det enda spåret på albumet som spelades in akustiskt. 
På en presskonferens 1965 frågade en journalist var Desolation Row låg. Dylan svarade då att det låg någonstans i Mexiko.
Första versen anses syfta på Lynchningarna i Duluth 1920.
2004 blev den utsedd till den 185:e bästa låten genom tiderna av tidningen Rolling Stone.

## Coverversioner
Den svenska proggruppen Love Explosion lånade låtens melodi till sin egen låt "Djävulens patrask" (utgiven på skivan Bästa låtar (1971). Dylans skivbolag vägrade dock att godkänna Love Explosions text, vilket gjorde att skivan drogs in. Texten blev även fälld av Radionämnden för att den inte uppfyllde "estetiska minimikrav". Senare utgavs skivan i en andra version där melodin till "Djävulens patrask" hade ändrats.
En svensk version av låten har liksom andra Dylan-översättningar spelats in av Dan Tillberg 1982. Låten omnämns även i Tomas Andersson Wijs låt "Blues från Sverige". 
Det amerikanska bandet My Chemical Romance  gjorde även en cover på låten år 2009 som medverkade i filmen Watchmen

## Album
- Highway 61 Revisited - 1965
- MTV Unplugged - 1995
- The Bootleg Series Vol. 4: Bob Dylan Live 1966, The "Royal Albert Hall" Concert - 1998
- The Bootleg Series Vol. 7: No Direction Home: The Soundtrack - 2005

### Fotnoter
1. ↑  I en tv-sänd presskonferens den 3 december 1965 i San Fransico: "Where? Oh, that's someplace in Mexico. It's across the border. It's noted for its Coke factory. Coca-Cola machines are - sells - sell a lotta Coca-Cola down there." Se Jonathan Cott, 2017, Bob Dylan: The Essential Interviews, sid. 77. ISBN 9781501173202
2. ↑  ”The RS 500 Greatest Songs of All Time”. Rolling Stone. Arkiverad från originalet den 22 juni 2008. https://web.archive.org/web/20080622142703/http://www.rollingstone.com/news/coverstory/500songs/page/2. Läst 20 september 2008.
3. ↑  Gradvall et al 2009, #316